# World of Darkness
World of Darkness är en spelvärld som är gemensam för ett antal rollspel (utgivna av företaget White Wolf) som kan samspelas. World of Darkness-spelen innefattar Vampire: the Requiem, Vampire: The Masquerade, Werewolf: the Forsaken, Werewolf: The Apocalypse, Wraith, Mage: The Awakening, Mage: The Ascension, Hunter: The Reckoning, Changeling: The Dreaming, Demon: The Fallen, Mummy: The Resurrection med flera. De utspelas i vår tid fast med monster som vampyrer, varulvar, trollkarlar med flera.